# Ma che storia è questa
Ma che storia è questa è stato un rotocalco televisivo condotto da Enzo Biagi dal 3 al 28 novembre 1980 per la Rete 2, trasmesso dal lunedì al venerdì alle ore 19 per venti puntate all'interno del contenitore Buonasera con....
Scritto dallo stesso Biagi e da Giuseppe Pardieri ed Alberto Gozzi, il programma era ispirato da Storia d'Italia a fumetti di Enzo Biagi, opera editoriale in tre volumi nata alla fine degli anni settanta con il fine di raccontare la storia d'Italia utilizzando il fumetto come mezzo di comunicazione.
Il programma si proponeva di ripercorrere la storia del paese dalla fine dell'impero romano fino alla Rivoluzione francese raccontando l'avventura vissuta dai nostri padri ed avi per capire come siamo fatti e si caratterizzava per una narrazione ironica e disinvolta, ogni puntata era articolata su un modulo che prevedeva da una parte la visualizzazione animata dei disegni tratti dai libri a fumetti di Biagi, e dall'altra una serie di interviste, filmati, sketches, azioni mimiche, spezzoni di vecchi film e documentari relativi all'argomento della puntata. Ad ogni puntata prendevano parte personaggi dello spettacolo, della politica e della cultura a commentare i fatti, tra questi: Emma Bonino, Dario Argento, Paolo Villaggio, Edoardo Bennato, Maurizio Nichetti, Lucio Dalla, Francesco Guccini, Miguel Bosè, Bettino Craxi, Giorgia O'Brien, Marcello Mastroianni, Egisto Corradi, Francesco Rosso, Mario Marenco, Martine Brochard e Corinne Clery.
La sigla del programma era cantata da Mimmo Cavallo ed era stata scritta dal cantautore insieme allo stesso Biagi; fu pubblicata sul 45 giri Ma che storia è questa/...E aspetterò la stella.